# Paxula allani
Paxula allani är en snäckart som beskrevs av Harold John Finlay 1928. Paxula allani ingår i släktet Paxula och familjen Columbellidae. Inga underarter finns listade i Catalogue of Life.